# ATPasa de intercambio hidrógeno-potasio
ATPasa hidrógeno-potasio gástrica (ATPasa H+/K+), es una proteína transportadora cuyo propósito es la acidificación del estómago.

## Función biológica y ubicación
La ATPasa hidrógeno-potasio gástrica o ATPasa H+/K+ constituye la bomba de protones del estómago. Intercambia el potasio presente en el lumen por hidronio (H+) citoplasmático y es la principal proteína transportadora responsable de la acidificación del contenido del estómago (jugo gástrico), así como de la activación de la enzima digestiva pepsina. 
La ATPasa H+/K+ se encuentra en las células parietales, que son células epiteliales altamente especializadas que se encuentran en el revestimiento interior del estómago denominado mucosa gástrica. Las células parietales tienen una extensa membrana secretora y la proteína H+/K+ ATPasa constituye el principal elemento de dichas membranas. También puede encontrarse una pequeña cantidad de H+/K+ ATPasa en la médula renal.

## Genes y estructura proteínica

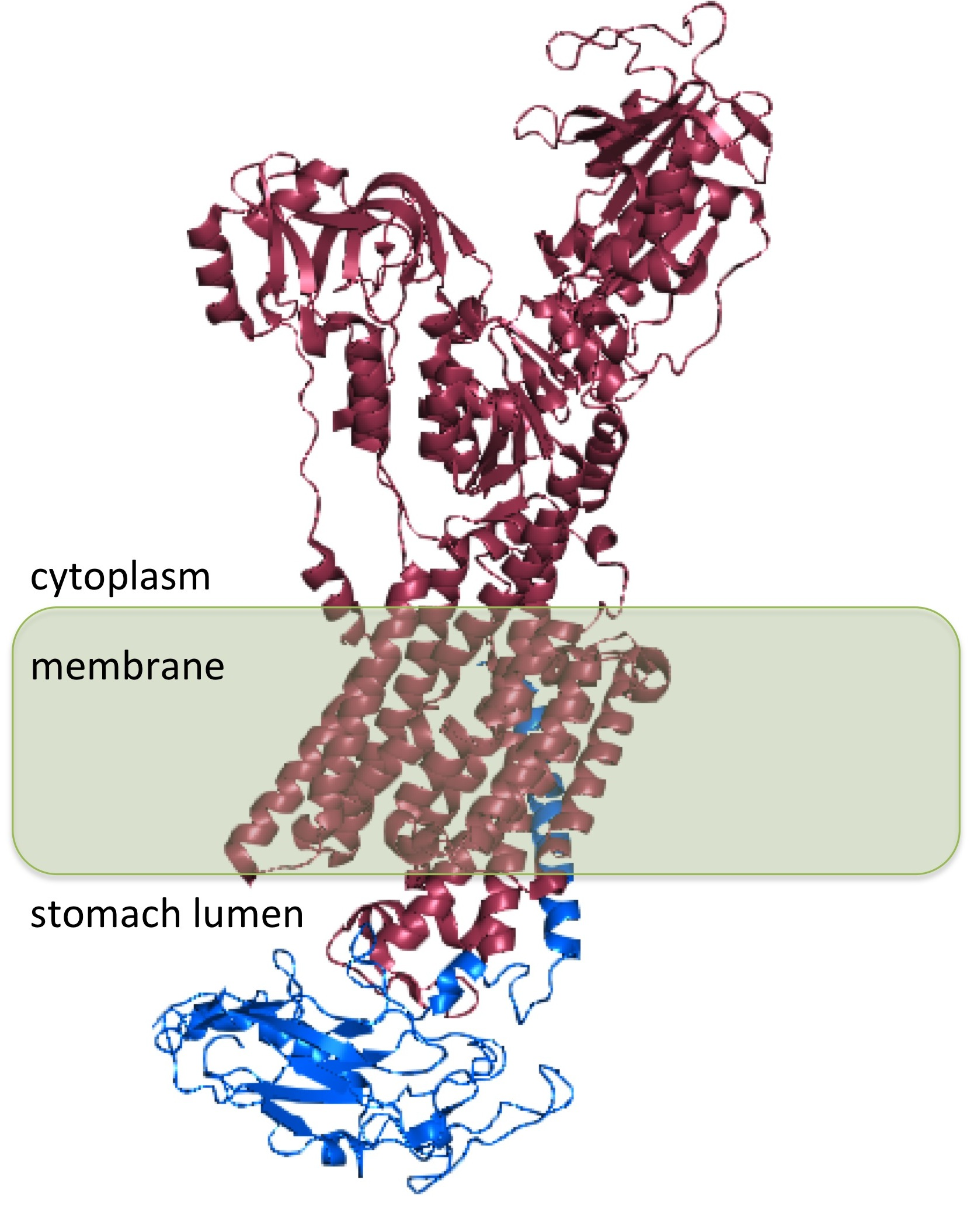
Estructura de la ATPasa hidrógeno-potasio. La subunidad α se muestra en color rosa; la subunidad β se muestra en azul.

La ATPasa hidrógeno-potasio es una proteína heterodinámica, es decir, producto de 2 genes. El gen ATP4A codifica la subunidad alfa (α) de la ATPasa H+/K+ y constituye una proteína de aproximadamente 1000 aminoácidos que contienen los centros catalíticos de la enzima y forman el poro de la membrana celular a través del cual tiene lugar el transporte de iones. Los iones hidronio se enlazan a dos sitios activos presentes en la subunidad α. La subunidad α también tiene un sitio de fosforilación (Asp385). El gen ATP4B codifica la subunidad β de la ATPasa H+/K+, que es una proteína de unos 300 aminoácidos con un dominio citoplasmático N-terminal de 36 aminoácidos, un único dominio transmembranal y un dominio extracelular altamente glicosilado.

## Mecanismo y actividad enzimáticos

Mecanismo de la ATPasa H^{+}/K^{+} que demuestra cómo el cambio de conformación E1-E2 corresponde con la liberación de iones. (Véase Shin et al.)

La ATPasa H+/K+ es una ATPasa de tipo P2, miembro de la clase eucariótica de las ATPasas de tipo P. Al igual que las ATPasas Ca2+ y Na+/K+, la ATPasa H+/K+ funciona como un protómero α, β. A diferencia de otras ATPasas eucarióticas, la H+/K+ es electroneutra, ya que transporta un protón al lumen estomacal por cada potasio que obtiene del mismo. A modo de una bomba de iones, la ATPasa H+/K+ puede transportar iones en sentido contrario al que impone el gradiente de concentración utilizando para ello la energía obtenida de la hidrólisis del ATP. Al igual que en todas las ATPasas de tipo P, durante el ciclo de transporte se transfiere un grupo fosfato desde el trifosfato de adenosina (ATP) hacia la ATPasa H+/K+. Este transferencia de fosfatos produce un cambio en la conformación de la enzima que coadyuva el transporte de los iones.

## Patología: relevancia e inhibición
La inhibición de la ATPasa hidrógeno-potasio para disminuir la acidez gástrica es uno de los métodos más usados y potentes para tratar las enfermedades relacionadas al ácido, incluyendo enfermedad por reflujo gastroesofágico (ERGE) y enfermedad ulcerosa péptica (EUP). La reducción de la acidez alivia los síntomas y cura las lesiones de la mucosa pero no trata la causa de la ERGE (relajaciones transitorias del esfínter esofágico inferior) y de la EUP (infección por Helicobacter pylori y uso de AINES).